# Esplanade Joseph-Wresinski
L'esplanade Joseph-Wresinski est une voie située dans le 16e arrondissement de Paris, en France.

## Situation et accès
L'esplanade Joseph-Wresinski est une voie publique située dans le 16e arrondissement de Paris. Elle est localisée dans les jardins du Trocadéro, près du parvis des droits de l'homme, en contrebas du palais de Chaillot.

## Origine du nom
L'esplanade est nommée en hommage à Joseph Wresinski (1917-1988), prêtre diocésain français, fondateur du mouvement des droits de l'homme ATD Quart Monde.